# 勞工處
勞工處（英語：Labour Department，簡稱LD）是香港特別行政區政府勞工及福利局轄下負責勞工事務的部門。現任處長為許澤森。

## 歷史
香港開埠以來，主要經濟依賴轉口貿易，鑑於早期香港的勞動人口以華人為主，因此勞工事務由華民政務司負責。1927年，華民政務司署成立勞工分署，以處理工會、勞資糾紛和生活水平等事務。同時亦成立勞工顧問委員會，但主要成員皆為企業、政府部門和軍方，並沒有勞工代表。1938年11月，華民政務司署增設勞工事務主任（Labour Officer）一職，負責巡視工作場所、研究改善勞工法例和調解勞工糾紛。到1940年，隸屬於華民政務司署的勞工部正式成立，當時以勞工事務主任為主管，共有職員九人。華民政務司署的首任勞工事務主任是畢打士，他在1939年出任財政司後，空缺由前郵政司溫鐘士接任，到1940年復由鶴健士出任。
在1941年至1945年的香港日治時期期間，華民政務司署勞工部癱瘓，到1945年香港重光後才重新投入運作，並繼續隸屬於華民政務司署。由於二戰以後香港人口急速膨漲，勞工部在1946年脫離華民政務司署，重新改組為獨立的勞工處，翌年首長職銜改稱為勞工處處長，並由原勞工事務主任鶴健士出任任首任處長。
2002年7月1日，時任香港特別行政區行政長官的董建華推行主要官員問責制，並將各政策局重組為十一局，將負責勞工事務的勞工署由教育統籌局撥歸經濟局，並改名為經濟發展及勞工局。當時張建宗出任經濟發展及勞工局常任秘書長（勞工）一職，陳甘美華出任勞工處處長。
2003年7月，勞工處與經濟發展及勞工局轄下的勞工科合併，原有的經濟發展及勞工局常任秘書長（勞工）自此兼任勞工處處長的職務。
2007年7月1日決策局重組後劃入新成立的勞工及福利局。

## 職能及服務
勞工處的職能包括香港整體人力資源政策制定、就業服務、勞資關係、保障勞僱員權益及福利、職業安全及健康等。
勞工處常用香港法例包括《僱傭條例》、《工廠及工業經營條例》、《僱員補償條例》、《勞資關係條例》、《破產欠薪保障條例》、《職業介紹所規例》、《職業安全及健康條例》、《鍋爐及壓力容器條例》、《肺塵埃沉著病及間皮瘤（補償）條例》等。

### 互動就業服務
互動就業服務（英語：Interactive Employment Service，iES）是一個由勞工處所建立和管理的網站。網站提供一個免費的網上平台，讓求職者可以尋找工作，亦讓僱主可以刊登空缺和挑選求職者。根據審計署資料顯示，截至2015年8月31日為止，以每月平均下載次數計，互動就業服務流動應用程式為香港特別行政區政府所發佈的應用程式中排行第五。

### 展能就業科
展能就業科是勞工處的分科，為殘疾人士及僱主提供就業及招聘服務。該科的服務對象包括視障、聽障、肢體傷殘、長期病患者、自閉症、智障、精神病康復者、特殊學習困難人士及注意力不足/過度活躍症人士。

## 歷任首長

### 勞工處處長
2003年7月1日，經濟發展及勞工局轄下的勞工科和勞工處合併，張建宗出任經濟發展及勞工局常任秘書長（勞工），兼任勞工處處長。及後鄧國威亦同樣身兼經濟發展及勞工局常任秘書長（勞工）及勞工處處長的職位。至2007年7月1日起決策局重組，經濟發展及勞工事務分家，分別由商務及經濟發展局及勞工及福利局負責。勞工處處長的職位不再由常任秘書長兼任。
| 中文姓名 | 英文姓名                         | 任期                           |
| 勞工事務主任（Labour Officer） | 勞工事務主任（Labour Officer）   | 勞工事務主任（Labour Officer） |
| --- | -------------------------------- | ------------------------------ |
| 畢打士 | Henry Robert Butters             | 1938年—1939年                  |
| 榮鐘士 | Edward Irvine Wynne-Jones        | 1939年—1940年                  |
| 鶴健士 (1) | Brian Charles Keith Hawkins      | 1940年—1941年                  |
| 香港日治時期 | 香港日治時期                     | 1941年—1945年                  |
| 鶴健士 (2) | Brian Charles Keith Hawkins      | 1945年—1946年                  |
| 睦徽典 (1) | Quentin Allison Ashby Macfadyen  | 1946年                         |
| 鶴健士 (3) | Brian Charles Keith Hawkins      | 1946年—1947年                  |
| 勞工處處長（Commissioner of Labour） |                                  |                                |
| 鶴健士 (4) | Brian Charles Keith Hawkins      | 1947年—1955年                  |
| 睦徽典 (2) | Quentin Allison Ashby Macfadyen  | 1955年                         |
| 石智益 | Patrick Cardinall Mason Sedgwick | 1955年—1965年                  |
| 郟亮同 | Robert Marshall Hetherington     | 1965年—1971年                  |
| 徐家祥 | Paul Tsui Ka-cheung              | 1971年—1973年                  |
| 彭禮士 | Ian Robert Price                 | 1973年—1974年                  |
| 勞工處處長（Commissioner for Labour） |                                  |                                |
| 彭禮士 | Ian Robert Price                 | 1974年—1977年                  |
| 衛理欽 | Peter Barry Williams             | 1977年—1978年                  |
| 韓達誠 | James Neil Henderson             | 1978年—1983年                  |
| 布立之 | Ronald George Blacker Bridge     | 1983年—1986年                  |
| 夏文德 | Joseph Charles Anthony Hammond   | 1986年—1991年                  |
| 陳達文 | Darwin Chen Tat-man              | 1991年—1992年                  |
| 霍羅兆貞 | Katherine Fok Lo Shiu-ching      | 1992年—1994年                  |
| 葉澍堃 | Stephen Ip Shu-kwan              | 1994年12月—1996年3月           |
| 韋玉儀 | Jacqueline Ann Willis            | 1996年4月—1999年1月            |
| 張建宗 (1) | Matthew Cheung Kin-chung         | 1999年1月—2000年6月            |
| 陳甘美華 | Pamela Tan Kam Mi-wah            | 2000年6月—2003年6月            |
| 經濟發展及勞工局常任秘書長（勞工）／ 勞工處處長 （Permanent Secretary for Economic Development and Labour (Labour)/Commissioner for Labour） |                                  |                                |
| 張建宗 (2) | Matthew Cheung Kin-chung         | 2003年7月—2007年3月            |
| 鄧國威 | Paul Tang Kwok-wai               | 2007年4月—2007年6月            |
| 勞工處處長（Commissioner for Labour） |                                  |                                |
| 謝凌潔貞 | Cherry Tse Ling Kit-ching        | 2007年7月—2010年11月           |
| 卓永興 | Cheuk Wing-hing                  | 2010年11月—2014年2月           |
| 唐智強 | Donald Tong Chi-keung            | 2014年3月—2016年9月            |
| 陳嘉信 | Carlson Chan Ka-shun             | 2016年10月—2020年12月          |
| 孫玉菡 | Chris Sun Yuk-han                | 2020年12月21日—2022年6月30日   |
| 陳穎韶 | May Chan Wing-shiu               | 2022年9月26日-2025年06月30日   |
| 許澤森 | Sam Hui Chark-Shum               | 2025年07月02日-                |

### 副處長（勞工事務行政）
- 左陳翠玉
- 陳麥潔玲
- 黃國倫
- 吳國强
- 李寶儀
- 何錦標

### 副處長（職業安全及健康）
- 丁褔祥
- 許林燕明
- 梁振榮
- 梁永恩
- 馮浩賢

## 部門職系

### 勞工事務主任職系
勞工事務主任是政府内的勞工行政專業人員，會獲輪調到勞工處的不同崗位。他們的主要職責包括協助制訂和推行勞工政策、促進和諧的勞資關係、執行勞工法例、及為求職者和僱主提供就業服務。他們需掌握勞工法例、調停及執法技巧、各種人力資源管理措施和勞動市場運作等專業知識。勞工事務主任需與僱主、僱員、工會、商會、相關的委員會和其他地區的勞工部門等不同持分者協作。
| 中文職稱             | 英文職稱                             | 薪級                |
| -------------------- | ------------------------------------ | ------------------- |
| 二級助理勞工事務主任 | Assistant Labour Officer II (ALO II) | 總薪級表 第14至27點 |
| 一級助理勞工事務主任 | Assistant Labour Officer I (ALO I)   | 總薪級表 第28至33點 |
| 勞工事務主任         | Labour Officer (LO)                  | 總薪級表 第34至44點 |
| 高級勞工事務主任     | Senior Labour Officer (SLO)          | 總薪級表 第45至49點 |
| 首席勞工事務主任     | Chief Labour Officer (CLO)           | 首長級薪級表 第1點  |

### 勞工督察職系
勞工督察負責巡查工作場所、調查違反勞工法例的案件，以及向僱主及僱員提供有關他們在勞工法例下的責任和權利的意見。
| 中文職稱     | 英文職稱                      | 薪級                |
| ------------ | ----------------------------- | ------------------- |
| 二級勞工督察 | Labour Inspector II (LI2)     | 總薪級表 第9至21點  |
| 一級勞工督察 | Labour Inspector I (LI1)      | 總薪級表 第22至28點 |
| 高級勞工督察 | Senior Labour Inspector (SLI) | 總薪級表 第29至33點 |
| 總勞工督察   | Chief Labour Inspector (CLI)  | 總薪級表 第34至39點 |

### 職業安全主任職系
| 中文職稱             | 英文職稱                                      | 薪級                |
| -------------------- | --------------------------------------------- | ------------------- |
| 二級職業安全主任     | Occupational Safety Officer II (OSO II)       | 總薪級表 第13至28點 |
| 一級職業安全主任     | Occupational Safety Officer I (OSO I)         | 總薪級表 第29至33點 |
| 分區職業安全主任     | Divisional Occupational Safety Officer (DOSO) | 總薪級表 第34至39點 |
| 高級分區職業安全主任 | Senior Divisional Occupational Safety Officer | 總薪級表 第40至44點 |
| 副總職業安全主任     | Deputy Chief Occupational Safety Officer      | 總薪級表 第45至49點 |
| 總職業安全主任       | Chief Occupational Safety Officer             | 首長級薪級表 第1點  |

## 外部連結
| 新頭銜                  | 英屬香港勞工部 · 隸屬華民政務司署 | 日佔香港                |
| 前任：                  | 英屬香港勞工部 · 隸屬華民政務司署 | 繼任： · 英屬香港勞工署 |
| 前任： · 英屬香港勞工部 | 英屬香港勞工署 · 脫離華民政務司署 | 繼任： · 香港勞工處     |
| 前任： · 英屬香港勞工署 | 香港勞工處                        |                         |

- 香港特別行政區政府勞工處 （页面存档备份，存于）
- 勞工處 - 互動就業服務 （页面存档备份，存于）
- 勞工處 - 高等學歷就業資訊網上平台 （页面存档备份，存于）
- 勞工處 - 青年就業服務 （页面存档备份，存于）
- 勞工處 - 青年就業起點 （页面存档备份，存于）